# Amorphophallus konkanensis
Amorphophallus konkanensis là một loài thực vật có hoa trong họ Ráy (Araceae). Loài này được Hett., S.R.Yadav & K.S.Patil mô tả khoa học đầu tiên năm 1994.